# Barrel

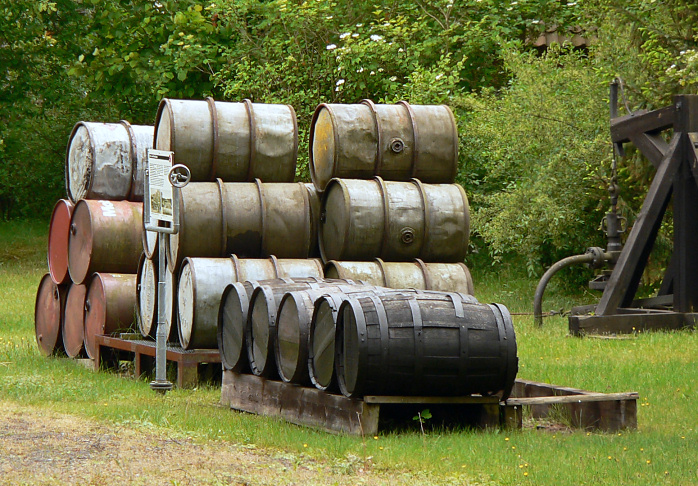
Ölfässer verschiedener Epochen im Deutschen Erdölmuseum Wietze

Das Barrel (/ˈbɛʁəl/; englisch: ['bæɹəɫ], Fass) ist die gebräuchlichste Einheit für Rohöl und beschreibt ein historisches Fass mit ca. 159 Litern. Es ist eine Maßeinheit des Hohlraums, siehe Raummaß. Man unterscheidet zwischen dem gebräuchlichen US-amerikanischen Barrel und dem Imperialen (d. h. britischen), beide gibt es für Erdölprodukte und Bier mit unterschiedlichen Maßen.

## Geschichte des Barrels

### Erdölindustrie

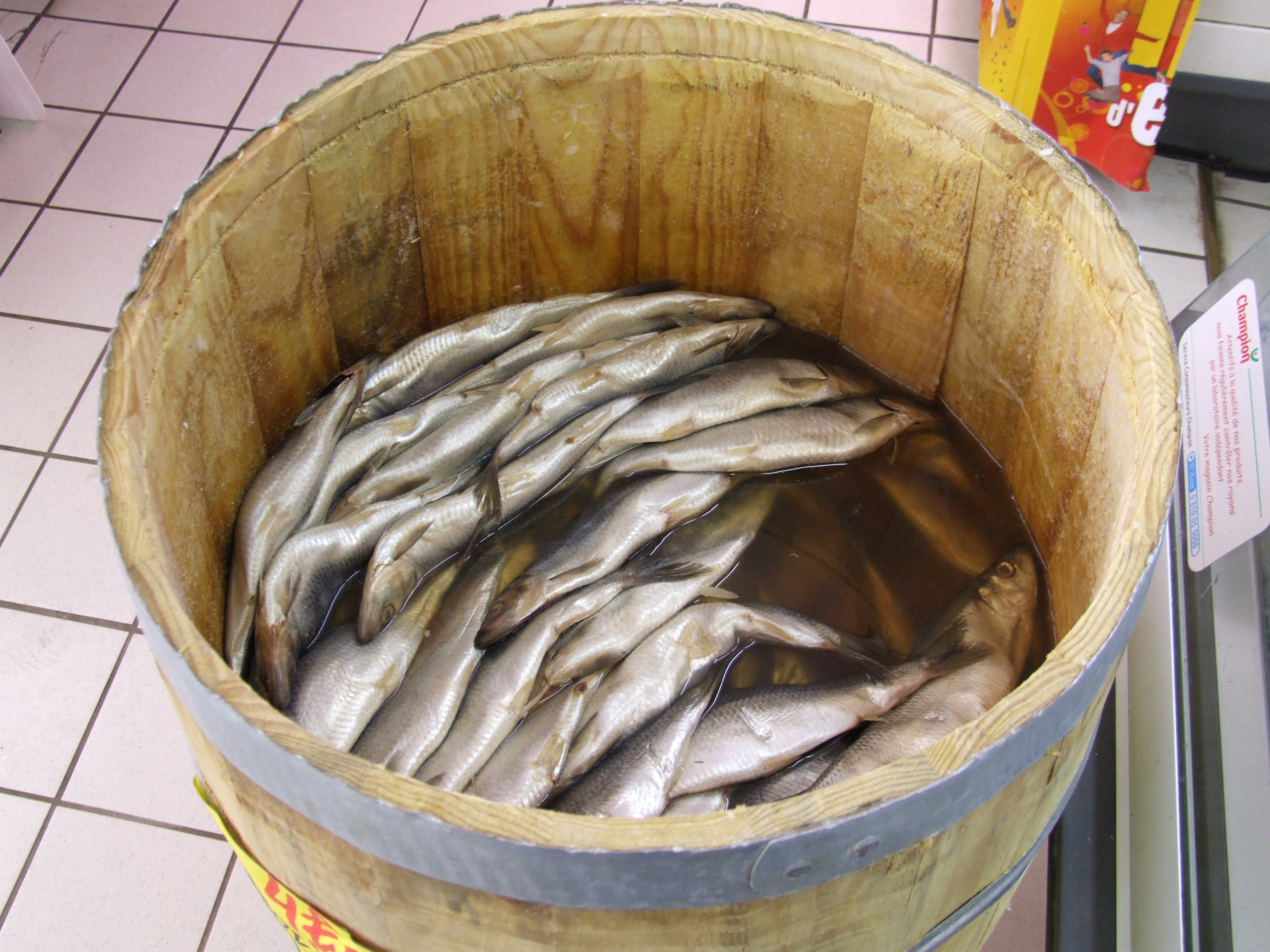
Heringsfass mit einem Fassungsvermögen von 159 Litern

Der Ort im europäischen Kulturkreis, an dem zuerst Erdöl gewonnen wurde, war Pechelbronn im Elsass. Die dortige Erdpechquelle ist seit 1498 belegt. Das aus den so genannten Pechelbronner Schichten stammende Erdöl wurde zunächst medizinisch bei Hauterkrankungen benutzt. Die kommerzielle Nutzung aber begann 1735 und endete 1970. Generationen von Technikern besuchten das Gebiet, um das Fördern und Raffinieren von Erdöl zu lernen. Von dort stammt auch die Methode, Erdölprodukte (Rohprodukte, medizinische Produkte, Lampenöl, Schmieröl) in Fässer abzufüllen.

Unter den im Großhandel genormten Fässern wählte man nicht Wein- oder Bierfässer, sondern gereinigte Heringstonnen. Gesalzener Hering wurde damals in großen Mengen in Fässern ins Binnenland verkauft, so dass diese Fässer günstig erworben werden konnten. Um Verwechslungen und spätere Befüllung mit Nahrungsmitteln zu verhindern, wurde der Fassboden blau gestrichen. Mit zunehmender Produktion wurden bei örtlichen Küfern Fässer der eingeführten Größe bestellt. Nachdem 1858/59 in Wietze und anschließend 1859 in den USA in Titusville, Pennsylvania die ersten Erdölquellen erbohrt wurden, übernahmen die Unternehmer nicht nur die Techniken aus Pechelbronn, sondern ließen auch von örtlichen Küfern Tonnen aus Eichenholz in den Abmessungen wie in Pechelbronn herstellen. Neben den alten Maßen der Heringstonne von 158,987 Litern übernahmen die US-Produzenten auch die Angewohnheit, den Fassboden blau zu streichen.
Als Ölfässer werden heute meist Rollsickenfässer verwendet, die auf den seitlich ringförmig umlaufenden Sicken gerollt werden können. 

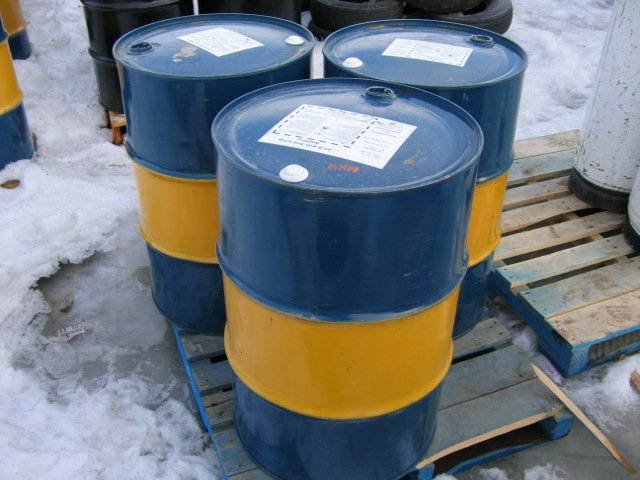
Ein typisches Standardfass (55 gallon drum) fasst etwa 205 bis 216,5 Liter, also ca. ⅓ mehr als ein Barrel. Die Abmessungen betragen dabei etwa 585 mm Durchmesser bei einer Höhe von 880 mm.

### Komplexität und Vielfalt alter Fassgrößen
Die Komplexität und Vielfalt der damaligen Maßsysteme mit unterschiedlichen Maßen (Fassgrößen) für verschiedene Flüssigkeiten, die sich auch von Land zu Land unterschieden, zeigt der folgende Eintrag in der Oeconomischen Encyclopädie:

„Barrel oder Barell, ist ein englisches Wort, welches soviel als das französische Baril bedeutet. Es ist ein in England gebräuchliches Maß, welches 31,5 Gallons d.i. ungefähr 126 französ. Potts, oder pariser Pinten für den Wein, und 36 Gallons oder 144 Pots für das Bier enthält. Das gewöhnlichste Barrel vom Alla, welches ein süßes Bier ohne Hopfen ist, hält 32 Gallons, welches 2 Pots mehr, als das vom Weine, ausmacht. 2 Barrel thun ein Hogshead, welches ein englisches Muid ist. Das Barrel thut 2 Kilderkins.“

Hier geht es um das englische Muid. Die Vergleichsmaße im Zitat unterscheiden sich von Land zu Land und sogar von Region zu Region stärker noch als das Barrel. Das Muid (lat. modius ‚reichlich‘) reichte von 268 Liter in Paris bis 1500 Liter in Skandinavien. Gebräuchlich ist das Muid heute nur noch als die 1300-Litergröße in Châteauneuf-du-Pape.

## Begriffe, Einheiten und Umrechnungsfaktoren
Die Einheitenzeichen für Barrel sind: bl., bbl. (US-Volumen) bzw. bl. Imp., bbl. Imp. (Imperial-Volumen). Die Abkürzung bbl. steht für blue barrel, ein blau gekennzeichnetes Fass mit genormtem Inhalt.

### Erdöl- und Gasindustrie
Im internationalen Gebrauch wird das US-amerikanische Barrel mit 158,987 Litern verwendet. Das imperiale Barrel wird nicht verwendet.

#### Erdöl
- bbl = One Barrel of Oil = 1 Barrel Öl
  - Mbbl = One Thousand Barrels = 1000 Barrel. M steht hier für mille (lat. 1000).
  - MMbbl = Million barrels = Millionen Barrel
- bpd  oder bopd (barrels of oil per day (Barrel pro Tag), kurz b/d) wird zum Beispiel für die Menge Rohöl genommen, die eine Ölquelle oder ein Ölfeld pro Tag fördert.
  - Mbpd = One thousand barrels of oil per day = 1000 Barrel Öl pro Tag
  - MMbpd = One million barrels of oil per day = 1 Million Barrel Öl pro Tag

#### Gas
- Mcf = Thousand Standard Cubic Feet = Tausend Kubikfuß (cft)
  - MMcf = Million Standard Cubic Feet = Million Kubikfuß
  - BCF = Billion Standard Cubic Feet = Milliarde Kubikfuß
  - TCF = Trillion Standard Cubic Feet = Billion Kubikfuß
- Mcfpd = Thousand Standard Cubic Feet per day = Tausend Kubikfuß pro Tag
  - MMcfpd = Million Standard Cubic Feet per day = Million Kubikfuß pro Tag

#### Barrels of oil equivalent (BOE)
- boe (BOE) (barrels of oil equivalent) wurde eingeführt, um eine Möglichkeit zu haben, Öl-, Gas- und Flüssiggasmengen in Bezug auf ihren Energiegehalt miteinander zu vergleichen. Dabei wird berücksichtigt, dass die Masseeinheit Erdgas und Erdöl unterschiedlich viel Verbrennungsenergie liefert. Man rechnet: 5,5–6 Mcf Gas = 1 Barrel-Öl-Äquivalent (BOE). Vergleiche: Öleinheit.
  - boepd = Barrels of oil equivalent per day = Barrel-Öl-Äquivalent pro Tag
  - MMBOE = Million barrels of oil equivalent = Millionen Barrel-Öl-Äquivalent
  - MMBOEpd = Million barrels of oil equivalent per day = Millionen Barrel-Öl-Äquivalent pro Tag

### Umrechnung

#### Erdöl
- 1 bbl.  = 158,987294928 Liter (l)
  - 1 bbl. = 42 liquid gallons (gal)
  - 1 bbl. = 336 pint (pt)
  - 1 bbl. = 9702 cubic inch (cin)
- 1 bbl. ≈ 0,137 metrische Tonnen Erdöl (bei einer Dichte von ≈ 0,8617 t/m³)[6]
  - 7,3 bbl. ≈ 1 Tonne Erdöl
- 1 bbl. Imp. = 159,113159869818 Liter
  - 1 bbl. Imp. = 35 gallons (Imp.)
  - 1 bbl. Imp. = 280 pint (Imp.)
  - 1 bbl. Imp. = 9709,68075 cubic inch
- 1 bbl. Imp. ≈ 1,00079 bbl.
  - 24000 bbl. Imp. = 24019 bbl.

#### Gas
- 1 Mcf = 1000 cft = 1000 Kubikfuß Gas = 28,316846592 Kubikmeter Gas 
 1 Kubikmeter Gas ≈ 35,315 Kubikfuß Gas
- 1 MMcf = 1000 Mcf
- 1 BCF = 1000 MMcf
- 1 TCF = 1000 BCF

1 Kubikfuß Gas liefert eine Energiemenge zwischen 1010 BTU und 1070 BTU, was ungefähr 1065 bis 1129 Kilojoule entspricht. Definiert ist ein Barrel of oil equivalent BOE mit:
- 1 boe = 5800000 BTU = 6117863,2 Kilojoule

Demnach entsprechen:
- 1 boe ≈ 5421 bis 5743 Kubikfuß Gas ≈ 153 bis 163 Kubikmeter Gas
- 1 MMBTU = 1 Million BTU = 1054804 Kilojoule ≈ 935 bis 990 Kubikfuß Gas ≈ 26,5 bis 28 Kubikmeter Gas

### Andere Flüssigkeiten
Für Bier, Wein und ähnliches gelten folgende Umrechnungsfaktoren:
- 1 bl. (Imp.) = 163,6593 Liter
  - 1 bl. (Imp.) = 36 Gallonen (Imp.)
  - 1 bl. (Imp.) = 288 Pint (Imp.)
  - 1 bl. (Imp.) = 9987,1002 Kubikzoll
- 1 bl. (U.S.) = 119,2405 Liter
  - 1 bl. (U.S.) = 31,5 Gallonen (U.S.)
  - 1 bl. (U.S.) = 252 Pint (U.S.)
  - 1 bl. (U.S.) = 7276,5 Kubikzoll
- 1 bl. (Imp.) ≈ 1,3725 bl. (U.S.)
  - 17.500 bl. (Imp.) = 24.019 bl. (U.S.)

## Barrel als historisches Flüssigkeitsmaß in England

### Weinmaß
- Reichsmaß 1 Barrel Wein = 31 ½ Gallons = 63 Pottles = 126 Quarts = 252 Pints = 7212 ½ Pariser Kubikzoll = 143 Liter
- altes Weinmaß 1 Barrel = 7052 ¼ Pariser Kubikzoll = 139 ¾ Liter
- 2 Barrels = 1 Hogshead
- 4 Barrels = 1 Pipe
- 8 Barrels = 1 Tonne (Tun)

### Biermaße
- neueres Reichsmaß 1 Barrel (Ale oder weißes ungehopftes Bier) = 32 Gallons = 64 Pottles = 128 Quarts= 256 Pints = 7327 Pariser Kubikzoll = 145 1/5 Liter
- altes Weißbiermaß 1 Barrel = 7164 1/5 Pariser Kubikzoll = 142 3/20 Liter
- 1 Barrel = 1 ½ Hogshead
- altes Reichsmaß 1 Barrel (gehopftes Bier oder Braunbier oder Porter) = 36 Gallons =72 Pottles = 144 Quarts = 288 Pints = 8242 4/5 Pariser Kubikzoll = 163 ⅓ Liters
- altes Biermaß 1 Barrel = 8059 3/5 Pariser Kubikzoll = 159,7 Liter
- 1 Barrel = 1 ½ Hogshead,
- 3 Barrels = 1 Pipe (Butt)
- 6 Barrels = 1 Tonne (Tun)

### Handelsgewicht
Das Barrel als Masseneinheit (Handelsgewicht) hatte für viele Produkte unterschiedliche Werte.
Beispiele:
- 1 Barrel Butter = 101,605 Kilogramm
- 1 Barrel Mehl = 88,904 Kilogramm
- 1 Barrel Pech = 128,594 Kilogramm
- 1 Barrel Pottasche = 93,719 Kilogramm
- 1 Barrel Rosinen = 50,802 Kilogramm
- 1 Barrel Salz = 127,000 Kilogramm
- 1 Barrel Salz, gestoßen = 25,4 Kilogramm[8]
- 1 Barrel Schießpulver = 11,34 Kilogramm[8]
- 1 Barrel Seife = 116,120 Kilogramm

### Zählmaß
Als britisches Zählmaß für Heringe
- 1 Barrel = 10 Hundreds = 1200 Stück[7]